# Мала конституція 1947 року
Мала конституція Польщі 1947 р. (пол. Mała Konstytucja z 1947) — конституційний закон про структуру і компетенції вищих органів Польської республіки, схвалений 1947 року на період до прийняття постійної конституції.

## Історія
19 лютого 1947 р. новообраний законодавчий сейм ухвалив Конституційний закон про устрій та компетенцію найвищих органів Польської Республіки (пол. Ustawa Konstytucyjna o ustroju i zakresie działania najwyższych organów Rzeczypospolitej Polskiej), який у політичних колах отримав назву Малої конституції. Змістову основу цього акта становила модель державного ладу, запроваджена Конституцією 1921 р. Головною новацією було утворення державної ради, яка мала формуватися однопалатним законодавчим сеймом з його власного складу. Очолював державну раду президент держави, що обирався законодавчим сеймом.
Однак, починаючи з кінця 1947 р., в країні було ліквідовано легальну політичну опозицію і фактично почалося формування тоталітарного режиму, що у наслідку передбачало особливу роль Польської об’єднаної робітничої партії, організованої за зразком тогочасної КПРС (ВКП(б)) і відповідно ідеологічно орієнтованої. До того ж 1950 р. владу на рівні адміністративно-територіальних одиниць реорганізували на радянський лад. За таких обставин Конституційний закон 1947 р. набув по суті декоративного (декларативного) значення.
У липні 1952 р. після так званого всенародного обговорення законодавчий сейм прийняв Конституцію, згідно з якою була визнана «держава народної демократії, в якій влада належить трудовому народові», і державу було офіційно названо Польською Народною Республікою. 